# 543 Charlotte
543 Charlotte
543 Charlotte là một tiểu hành tinh ở vành đai chính. Nó được Paul Götz phát hiện ngày 11.9.1904 ở Heidelberg và được đặt theo tên Susanna, bạn của Paul Götz.